# Pedri
Pedro González López, född 25 november 2002, känd som Pedri, är en spansk fotbollsspelare som spelar för Barcelona och det spanska landslaget. 

## Klubbkarriär

### Las Palmas
Pedri kom till Las Palmas ungdomslag 2018 från CF Juventud Laguna. Den 15 juli 2019 skrev han på ett fyraårskontrakt med A-laget efter att ha blivit uppflyttad av tränaren Pepe Mel.
Pedri debuterade den 18 augusti 2019 som startspelare i en 0–1-förlust mot Huesca i Segunda División. Han gjorde sitt första mål den 19 september i en 1–0-vinst över Sporting Gijón och blev då den yngste målskytten i Las Palmas historia vid en ålder på 16 år, 9 månader och 23 dagar.

### Barcelona
Den 2 september 2019 värvades Pedri av FC Barcelona, där han skrev på ett femårskontrakt med start den 1 juli 2020. Pedri gjorde sin La Liga-debut den 27 september då han blev inbytt mot Philippe Coutinho i en 4–0-vinst över Villarreal. Han gjorde sin första match som startspelare den 17 oktober i en 0–1-förlust mot Getafe.
Pedri gjorde sitt första mål för klubben den 20 oktober 2020 i en 5–1-vinst över ungerska Ferencváros i gruppspelet i Champions League 2020/2021, efter att ha blivit inbytt mot Ansu Fati i den 61:a minuten. Den 7 november gjorde Pedri sitt första La Liga-mål i en 5–2-vinst över Real Betis.
Den 22 november 2021 tilldelades Pedri utmärkelsen Golden Boy av Tuttosport för bästa unga spelare i Europa.

## Landslagskarriär
I mars 2021 blev Pedri för första gången uttagen i Spaniens landslag inför kvalspelet till världsmästerskapet i fotboll 2022. Pedri debuterade den 25 mars 2021 i en 1–1-match mot Grekland, där han blev inbytt i den 64:e minuten mot Dani Olmo. I maj 2021 blev Pedri uttagen i Spaniens trupp till EM i fotboll 2020 av förbundskaptenen Luis Enrique. I samma turnering blev Pedri också uttagen till UEFAs officiella EM-elva.